# Zlatopramen Arena
Die Zlatopramen Arena (bis 2007 Zimní stadion Ústí nad Labem) ist ein Eishockeystadion in Ústí nad Labem, Tschechien.

## Geschichte
Die Zlatopramen Arena wurde 1956 als offene Eisbahn mit einer Eisrevue eröffnet und  zwischen 1969 und 1971 überdacht. 2004 begann eine umfangreiche Sanierung, die 2010 mit der Fertigstellung der neuen Fassade endete.
Die Arena ist Heimspielstätte der professionellen Eishockeymannschaft HC Slovan Ústí nad Labem aus der 1. Liga. Während der Saison 2007/08 fanden zwei Länderspiele der tschechischen Nationalmannschaft gegen Deutschland in der Arena statt. Zudem ist die Halle regelmäßig Austragungsort von Boxwettkämpfen, Konzerten und Ausstellungen.